# Всеобщие выборы в Судане (2015)
Выборы президента и парламента в Судане проходили с 13 по 16 апреля 2015 года (изначально планировались на 2 апреля). В ходе выборов граждане Судана должны были избрать президента и Национальную ассамблею.

## Избирательная система
Президент избирается по системе абсолютного большинства. Если ни один из кандидатов не получает большинства голосов в первом туре, то будет назначен второй тур.
Члены Национального собрания избираются тремя способами: некоторые члены избираются большинством голосов по многомандатным округам (до 36 мест), некоторые избираются на основе пропорционального представительства в одномандатных избирательных округах и многомандатных округах (избирательный порог — 5 %). По крайней мере, 50 % кандидатов, включенных в перечни каждой из сторон должны быть женщинами.
Избиратели отдают два голоса: один за кандидата по мажоритарной системе и один за партию.

## Предвыборная кампания
Действующий президент Омар аль-Башир был выбран в качестве кандидата в президенты Национальным конгрессом в октябре 2014 года. Ещё пятнадцать кандидатов также зарегистрированы для участия в выборах.
Большинство оппозиционных партий бойкотировали выборы, хотя в общей сложности 44 партии выдвинули кандидатов. К тому же, правящая партия Национальный конгресс решила не выдвигать более 30 % кандидатов для того, чтобы позволить другим сторонам выиграть места.

## Результаты

### Пост президента
1. Омар аль-Башир — партия Национальный конгресс Судана (94,05 %) — 5 252 478 голосов
2. Фадл эль-Сайед Шуаб — партия Федеральная партия истины (1,43 %) — 79 779 голосов
3. Фатима Абдель Махмуд — партия Суданский социалистический союз (0,85 %) — 47 653 голосов
4. Мохамед Аль Хасан — партия Национальная партия реформ (0,76 %) — 42 399 голосов
5. Абдул Махмуд Абдул Джабар Рахамталла — партия Союз национальных сил (0,74 %) — 41 134 голосов
6. Хамди Хасан Ахмед — независимый кандидат (0,32 %) — 18 043 голосов
7. Мохамед Ахмед Абдул Гадир Аль Арбаб — независимый кандидат (0,30 %) — 16 966 голосов
8. Ясир Яхия Салих Абдул Гадир — независимый кандидат (0,30 %) — 16 609 голосов
9. Хаири Бахит — независимый кандидат (0,21 %) — 11 852 голосов
10. Адель Дафалла Джабир — независимый кандидат (0,17 %) — 9435 голосов
11. Мохамед Авад аль Бароу — независимый кандидат (0,17 %) — 9388 голосов
12. Асад Аль Нил Адель Ясин аль Саафи — независимый кандидат (0,17 %) — 9359 голосов
13. Алам Аль Худа Ахмед Осман Мохамед Али — независимый кандидат (0,15 %) — 8133 голосов
14. Ахмед Аль Радхи Джадала Салем — независимый кандидат (0,14 %) — 7751 голосов
15. Исаам Аль Гали Тадж Еддин Али — независимый кандидат (0,14 %) — 7587 голосов
16. Омар Авад аль Карим Хуссейн Али — независимый кандидат (0,11 %) — 6297 голосов

- Недействительные бюллетени — 506 549
- Явка — 46,40 %  (6 091 412 человек)
- Количество избирателей — 13 126 989

### Национальная ассамблея
1. Национальный конгресс Судана — 323 места
2. Демократическая партия профсоюзов — 25 мест
3. Беспартийные — 19 мест
4. DUP (во главе с Джалалом аль-Дигайром) — 15 мест
5. Другие — 44 места

- Всего — 426 места